# Estudi op. 25, núm. 6 (Chopin)

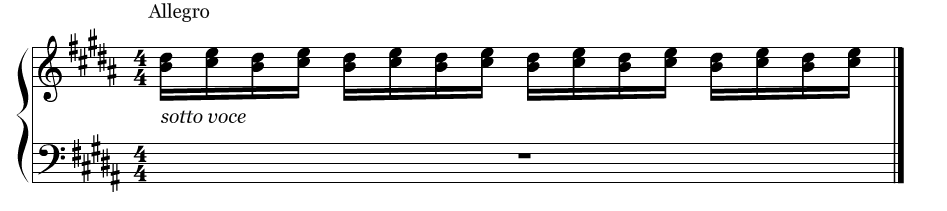
Inici de l'"Estudi op. 25 núm. 6"

L'"Estudi op. 25 núm. 6", en sol sostingut menor, és un dels dotze Estudis op. 25 per a piano compostos per Frédéric Chopin. La peça se centra en intervals de tercera, amb trèmolos a gran velocitat. En un moment donat, les dues mans executen una escala cromàtica en terceres. També conegut com l'Étude de les terceres dobles, es considera un dels més difícils dels 24 Études de Chopin, amb el nivell màxim de dificultat segons les classificacions de dificultat de Henle.
| Estudi op. 25 núm. 6                                       |
|                                                            |
| Interpretació de Martha Goldstein en un piano Érard (1851) |
|                                                            |
| Estudi op. 25 núm. 6                                       |
|                                                            |
| Interpretació de Randolph Hokanson                         |
|                                                            |